# 悟空传
《悟空傳》（英語：Wu Kong）是一部2017年华语奇幻動作電影，由郭子健執導，谷軒昭任動作設計，彭于晏與余文樂領銜主演。電影改編自今何在的同名小說《悟空傳》。
該片於2017年7月13日在中國大陆上映，台灣於7月21日上映，香港則於8月10日上映。

## 劇情
故事講述當時的孫悟空（彭于晏 飾）還不是齊天大聖，二郎神（余文樂 飾）也只是個三隻眼的熱血青年，他們來到神仙學院習武修德，在此收穫友誼，經歷愛情，卻又面臨兄弟反目。為此，一條荊棘的成長之路才剛剛開始。

## 演员
| 演員                | 角色           | 介紹 |
| 彭于晏              | 孫悟空         | 未成为齐天大圣前的猴子，被天机处认定为是魔王。与杨戬有着“道不同、不相为谋”的特殊关系，他一心想要推翻天命，使花果山恢复往日风光，后来在卷帘等人的帮助下制霸天庭。 |
| 余文樂              | 二郎神         | 深藏不露的天庭大将“杨戬”，是孙悟空一生的宿敌。有着“改变不了环境，而被环境改变”的无奈，与阿紫一起长大，愿意为阿紫在任何她想的地方种满鲜花。                       |
| 倪妮 李尚恩（童年） | 紫霞仙子       | 痞子仙女，俏皮直爽，活泼可爱。不仅勇于为朋友出头，也敢于质问天庭制度的不公。为了让孙悟空解脱，而说出违心的狠话，面对爱人的离去伤心欲绝，决定到天机处与母亲一战。 |
| 歐豪                | 天蓬元帥       | 冷酷又深情的天蓬，总是持半块星石思念被贬下凡的恋人阿月。为了坚守自己的爱情，毅然与漫天神佛对峙，最终为了爱人而灰飞烟灭，后与转世的阿月再次相遇并相爱。           |
| 郑爽                | 阿月(嫦娥仙子) | 仙气十足，与天蓬经历了百年的异地苦恋，甘愿为了天蓬被贬下凡间。之后，机缘巧合与天蓬在凡间再次相遇，并坠入爱河，直至经历虐心生死。                                 |
| 俞飛鴻              | 上聖天尊       | 上圣天尊是天机处最高权力所有者，紫霞仙子的母親，拥有强大的法力，是悟空最强劲的对手。始终维持着自己认为天命的秩序，为了达到天地平衡的目的，不惜伤害任何人。       |
| 喬杉                | 捲簾將軍       | 耍宝逗乐，智商高，擅长发明，是一个“百宝箱”，天生带着一股不服输的劲儿。为孙悟空、天蓬等人打造了一系列的高精尖武器，用先进发明帮助孙悟空制霸天庭。                 |
| 杨迪                | 巨灵神         | 嚣张跋扈，欺凌弱小的天庭大将，天庭里的一帮人都是他的小弟。在分蟠桃的时候，故意找茬欺负送蟠桃的仙女，被孙悟空发现后与其发生争执，最后不敌孙悟空，惊慌失措的跑掉。 |
| 巴音                | 灵狐子         | |
| 张承阳              | 白衣上仙       | |
| 王德顺              | 須菩提         | 孫悟空的師父。 |

## 音樂
| 曲別       | 歌名                       | 作曲       | 作詞                 | 主唱                            |
| 主题曲     | 《齊天》                   | 華晨宇     | 丁彥雪、今何在、房昊 | 華晨宇                          |
| 插曲       | 《空》                     | 朱芸編     | 田丁                 | 林志炫                          |
| 插曲       | 《紫》                     | 波多野裕介 | 田丁                 | 蔡健雅                          |
| 插曲       | 《天上的星星睡著了》       | 泰迪羅賓   | 田丁                 | 宋明哲、宋驕陽                  |
| 宣傳推廣曲 | 《我生命中只有過一次意義》 | 球子       | 周駿                 | 丟火車樂隊                      |
| 片尾曲     | 《悟空傳》                 | 趙英俊     | 今何在、趙英俊       | 大鹏 （以“縫紉機樂隊”名义演唱） |

## 分級
| 國家/地區 | 分級     |
| 台灣      | 保護級6+ |
| 新加坡    | PG       |

## 票房
中国大陆获得6.96亿人民币。約32億台幣，1億美元。
| 上一届： 《神偷奶爸3》 | 2017年中国内地一周票房冠军 第29-30周 | 下一届： 《战狼2》 |

## 奬項及提名
| 年度   | 颁奖典礼                   | 奖项             | 姓名           | 结果 |
| ------ | -------------------------- | ---------------- | -------------- | ---- |
| 2017年 | 第54屆金馬獎               | 最佳視覺效果     | 黃智亨、徐建   | 提名 |
| 2017年 | 第54屆金馬獎               | 最佳動作設計     | 谷軒昭         | 提名 |
| 2018年 | 第24屆香港電影評論學會大獎 | 推薦電影         | 《悟空傳》     | 獲獎 |
| 2018年 | 第23屆華鼎獎               | 最佳女配角       | 俞飛鴻         | 提名 |
| 2018年 | 第23屆華鼎獎               | 最佳歌曲獎       | 華晨宇《齊天》 | 提名 |
| 2018年 | 第37屆香港電影金像獎       | 最佳美術指導     | 林子僑         | 提名 |
| 2018年 | 第37屆香港電影金像獎       | 最佳服裝造型設計 | 余家安、利碧君 | 提名 |
| 2018年 | 第37屆香港電影金像獎       | 最佳動作設計     | 谷軒昭         | 提名 |
| 2018年 | 第37屆香港電影金像獎       | 最佳音響效果     | 郝鋼、王沖     | 提名 |
| 2018年 | 第37屆香港電影金像獎       | 最佳視覺效果     | 黃智亨、徐建   | 獲獎 |